# The Gates of Reality
The Gates of Reality (2008) es el segundo álbum musical de Australis.

## Historia
"The Gates of Reality" fue producido y grabado en Utah, Estados Unidos, y lanzado por Australis a través del sello Essential Noises el 22 de noviembre de 2008.
En contraste con su álbum debut, este segundo álbum tomó más de tres años en ser finalizado y lanzado.
Se puede leer un comentario (en inglés) acerca de este disco en Morpheus Music.

## Comentario general
"The Gates of Reality" compila catorce temas musicales en una variedad de estilos que incluyen Ambient music, Música electrónica, Música étnica, World music y música Sinfónica.
A diferencia de su primer álbum, éste introduce elementos vocales en varios de sus temas, evidencia de una nueva área de exploración musical para este artista. Para conseguir ese objetivo, él obtuvo la participación de varios colaboradores musicales en esta producción: Virginia Luna, Álvaro Aguayo, (que también colaboró en un tema para "Lifegiving"), Mornie Sims y Rebecca Farraway.
Adicionalmente, uno de los temas en este álbum - titulado "The Hoodoo's Whisper" - fue co-compuesto y coproducido en conjunto por Australis y su amigo personal, el compositor / productor Español, Roger Subirana.
Similarmente a su primer lanzamiento, una característica notoria en "The Gates of Reality" es la variedad de estilos entre sus temas, que saltan de estilo a estilo en completa libertad, produciendo una sensación de substancia y diversidad, introduciendo en el oyente la percepción de estar siendo llevado en un viaje a muchos lugares, culturas y estados mentales.
Musicalmente, este álbum presenta una fundación instrumental sólida en cada tema, detalle que hace que incluso sus temas más simples permanezcan limpios y delicados; mientras permite al mismo tiempo que los temas más dramáticos y elaborados sean fuertes e intensos.
Conceptualmente, Australis declara que este álbum explora la relación entre el ser humano y su propia imaginación; inspirándose en la fantasía, en la realidad y en los extraños vínculos entre ambos.
Este álbum aparece como disponible físicamente a través de tiendas de música en internet, como Amazon, CD Baby, etc. Digitalmente, este álbum aparece disponible por medio de tiendas de música digital como Rhapsody, iTunes store, etc.

## Lista de temas
1. "The Gates of Reality" - 5:18
2. "Return to Tarshish" - 5:04
3. "Ephemerage" - 5:34
4. "Promises of Light" - 4:50
5. "Paqta Kutemunqa" - 4:29
6. "Purple Dreams" - 5:12
7. "Little Clockmaker" - 3:58
8. "Treasure the Moment" - 4:10
9. "Illusion of Company" - 5:56
10. "The Hoodoo's Whisper" - 5:33
11. "Thresholds of Devotion" - 4:32
12. "Momentary Truths" - 5:05
13. "Essentia" - 3:23
14. "Adventus Sortis" - 7:09

## Comentarios por tema
- El primer tema lleva el mismo título que el álbum. Empieza creando el ambiente de una ciudad normal y activa. El sonido de pasos se acerca y entra por lo que parece ser una puerta pesada. Una vez que la puerta se cierra, los sonidos de la ciudad desaparecen y el oyente experimente la sensación de haber cruzado a otra dimensión. Una introducción musical misteriosa se desarrolla hasta convertirse en el rítmico inicio. Una simple pero contagiosa melodía en piano se sucede llevando al oyente hasta el temático y poderoso estribillo. Intervenciones vocales unidos a elementos electrónicos hacen de este tema una fuerte apertura para el resto de la compilación.

- Return to Tarshish, el segundo tema, se aleja del estilo dinámico del primer tema. Desde el inicio construye un paisaje sonoro muy atmosférico empleando largas texturas cambiantes, efectos de sonido y la muy evocativa voz de una soprano cantando en la distancia. Conforme el tema se desarrolla una percusión lenta da entrada a una melodía introductoria. La instrumentación en este tema, aunque casi enteramente electrónica, produce la impresión de un ambiente fuertemente étnico. Arpegios entran conforme el tema se acerca a su clímax, finalizando en un intenso solo de soprano.

- Ephemerage empieza con el sonido de un impacto o una explosión distante, después del cual una textura creciente desencadena el contagiosos ritmo. Arpegios electrónicos establecen la fundación para estrofas melancólicas seguidas por pre-estribillos donde una guitarra acústica causa un cambio romántico. Estos elementos llevan a un intenso estribillo donde instrumentos electrónicos y un piano producen un segmento dramático. Elementos vocales y más intervenciones de guitarra acústica están presentes más adelante mientras éste alcanza su estribillo final, antes de evolucionar en el tema siguiente.

- En contraste con el tema anterior, Promises of Light empieza con una creciente base ambiental que lleva a una introducción que prepara el ambiente con largas secuencias - yendo de acordes en mayor a acordes en menor, y de vuelta - para la rítmica segunda mitad de este tema. Pronto luego que empieza la percusión, una etérea voz femenina habla en inglés. Aunque sus palabras no revelan el tópico de este tema, sí sugieren que la expresión "promises of light" (promesas de luz) se refiere a los niños como la esperanza de la humanidad.

- Paqta Kutemunqa es el primer tema étnico de este álbum. Aunque se puede identificar sutiles instrumentos electrónicos en el fondo, Australis reúne de nuevo estilos e instrumentos de su SudAmérica nativa para construir un tema fuertemente dramático. El tema empieza con los sonidos de un paisaje montañoso donde una voz masculina estás hablando hacia el viento en un lenguaje nativo. El tema se desarrolla rápidamente alcanzando varios clímax. Charango y zampoña dan a este tema una muy distintiva personalidad mientras que añade a su dramatismo y naturaleza épica.

- El sexto tema, Purple Dreams, cambia de estilos presentando una secuencia de lento tempo con connotaciones inspiradoras y algo nostálgicas. Mexclando instrumentos electrónicos (sintetizadores) con instrumentos acústicos (accordion, piano), la pieza produce un efecto relajante durante su primer tercio. Después de eso, la música se vuelve un tanto oscura con un ritmo más intenso en el cual oboes, clarinetes, chelos y un emocional violín bosquejan melodías evocativas. Cuando la pieza se acerca a su final, regresa a las secuencias iniciales, tomando al oyente de regreso a percepciones más relajantes.

- The Little Clockmaker es la primera pieza orquestal del álbum. Empieza con un arpegio de campanas sobre la cual una melodía con tonalidades de canción de cuna - hecha con campanas también - establece un ambiente emocional y melancólico. Desde allí, cuerdas, vientos y percusión desarrollan un ambiente mágico pero inocente. En tempo de vals (algo que también se ve en Australis' "The Enchantment", del álbum Lifegiving), este tema no parece encajar en el género New Age. En cambio, encaja genuinamente en los géneros clásicos.

- Treasure the Moment cambia de estilos de nuevo, presentando algunas de las contagiosas características del "smooth jazz" y el "easy listening"; junto con las características del new age, como largos y envolventes pads, ritmos electrónicos y una sensación general de espaciocidad acústica. Sobre esta base, el piano toma el grueso de la responsabilidad melódica, construyendo melodías sensibles en las estrofas y un estribillo encantador, produciendo resultados inspiradores.

- Illusion of Company es una pieza más electrónica. Empieza con pads oscuros y efectos de sonido que lentamente conducen a la aparición de una base rítmica filtrada, junto con arpegios. Acordeón, piano y guitarra eléctrica se turnan para desarrollar las melodías iniciales. Mientras la pieza avanza hacia su punto medio, una voz masculina profundamente filtrada interviene hablando a través de varios efectos de sonido. Luego de eso, un segmento instrumental se desarrolla construyendo el clímax final en el que la voz masculina regresa repitiendo algunas de las frases anteriores.

- The Hoodoo's Whisper es la segunda pieza orquestal de este disco. A juzgar por su estructura y características acústicas, esta pieza podría encajar en los géneros épico y de banda sonora. De acuerdo a la información pública disponible, este tema fue compuesto por Australis en conjunto con el compositor Español Roger Subirana. El tema empieza con un pad en tonos gravez junto con el sonido de flautas e instrumentos de viento nativos, creciendo lentamente hacia el clímax donde ritmos étnicos toman el control e introducen al oyente a un segmento luminoso donde violines bosquejan melodías victoriosas. Luego de eso, la intensidad retrocede y la pieza evoluciona a un ambiente mucho más oscuro donde los acordes son menores produciendo una sensación de peligro. El ritmo vuelve a empezar con connotaciones tensas y la orquesta se inflama con tonalidades angustiosas. Un coro distante añade acentos aquí y allá e incluso un trueno puede ser escuchado en el pico de intensidad. Más adelante sin embargo, conforme la pieza se acerca a su último segmento, la intensidad cede y la naturaleza de la pieza regresa al lado positivo de las emociones, trayendo al oyente de regreso a la seguridad.

- El tema once, Thresholds of Devotion, es el único tema étnico adicional en este álbum. El estilo de éste sin embargo está ubicado en el Medio Oriente. Un oscuro inicio donde una voz oriental introduce al oyente a un rico ambiente acústico, presenta rápidamente una amplia variedad de instrumentos peculiares y voces con conidos y timbres no escuchados frecuentemente en el mundo occidental. La introducción termina cuando el ritmo alcanza su plenitud y los violines empiezan junto con extraños instrumentos de viento, creando un muy bien logrado ambiente oriental.

- Momentary Truths usa sonidos ambientales para ubicar al oyente en un espacio abierto cerca de lo que suena como una orilla frente al mar. Esta pieza de ritmo lento empieza con un piano bosquejando una melodía nostálgica. Conforme la pieza se desarrolla, piano, clarinete, violín e incluso trompeta van mano a mano, combinándose con instrumentos electrónicos conforme acentúan el ambiente establecido por la introducción. Un ritmo lento pero contagioso en el fondo añade fluidez al tema, envolviendo al oyente con sensaciones que van desde lo triste hasta lo esperanzado. Hacia el final luego que violín y trompeta se han medido uno al otro, el tema termina en la misma manera en que empezó: con el sonido de agua en una playa.

- Essentia es el tercer tema orquestal del álbum. Empieza con una melodía delicada al piano contra la cual violines van creciendo lentamente en el fondo. Conforme los violines van creciendo, un solo de violín empieza e introduce al oyente en el clímax de la pieza. En contraste con el verso inicial, el estribillo es intenso y épico con trombones, oboe y una percusión que recuerda tambores de batalla. Luego de eso, la pieza retrocede a la delicada estructura del inicio, terminando en acordes suaves pero emocionales.

- El último tema, Adventus Sortis, es un retorno al género new age electrónico. Emepieza con pads largos y espaciosos que rápidamente llevan a intervenciones vocales gregorianas que recuerdan a la primera música de Enigma. Cambiando a un rumbo oscuro rápidamente, un ritmo exótico empieza como la introducción a estrofas largas. Las estrofas consisten en melodías electrónicas junto con vientos sintetizados, de nuevo trayendo a la memoria la música de Enigma. Oboe y otros insttrumentos de viento pueden ser escuchados también conforme el tema avanza. Hacia la mitad la pieza cambia su estructura. Primero, el ritmo desaparece en el fondo y la música da lugar a otra intervención vocal gregoriana. Luego de eso, el ritmo vuelve a empezar dando pie a los largos e intensos segmentos finales. El estribillo se repite varias veces, cada una más compleja y elaborada que la anterior. Finalmente, se llega al último estribillo en un clímax instrumental que conduce a la última participación gregoriana antes que el tema termine dramáticamente.

## Participantes
- Australis (Oscar Aguayo) - compositor, productor
- Virginia Luna - colaboradora, vocalista en "The Gates of Reality"
- Álvaro Aguayo - colaborador, vocalista y charango en "Paqta Kutemunqa"
- Roger Subirana - cocompositor y coproductor en "The Hoodoo's Whisper"
- Mornie Sims - colaboradora, cantante en "Return to Tarshish"
- Rebbecca Farraway - colaboradora, vocalista en "Promises of Light"